# Иванофф, Иван
Иван Иванофф (англ. Ivan Ivanoff; 2 июля 1919, Кюстендил — 7 октября 1986, Перт) — австралийский архитектор, специализировавшийся на проектировании зданий в основном на территории штата Западная Австралия.

## Биография
Иван Николов Иванов родился в Болгарии в семье журналиста и поэта Николая Иванова. В 1941 году по совету отца поступил на архитектурный факультет Мюнхенского технического университета, во время учёбы на котором он сменил своё имя сначала на Иван Николофф Иванофф, а затем на Иван Иванофф. После окончания Второй мировой войны Иванофф остался жить в Германии, где в небольшом городке Лауфен женился и стал зарабатывать на жизнь созданием карикатур, после чего в 1948 году он переехал в Мюнхен, где около года работал вместе с архитектором-модернистом Эмилем Фраймутом.
Переехав в марте 1950 года в австралийский Фримантл, Иванофф устроился на работу чертёжником в архитектурную фирму Krantz & Sheldon и проработал в ней около 10 лет. После своей натурализации в Австралии в 1956 году, он посетил ФРГ, где стал членом Союза архитекторов Германии. Вернувшись в Австралию, Иванофф получил регистрацию в качестве архитектора в штатах Виктория и Западная Австралия, сразу после чего он основал в Перте архитектурное бюро Studio of Ivanoff. В 1964 году он устроился на работу в Австралийский институт архитекторов, где за последующие 8 лет достиг должности научного сотрудника. Пережив свою жену и двух сыновей, Иванофф умер от пневмонии 7 октября 1986 года в Перте и был похоронен на кладбище Карракатта.

## Творчество

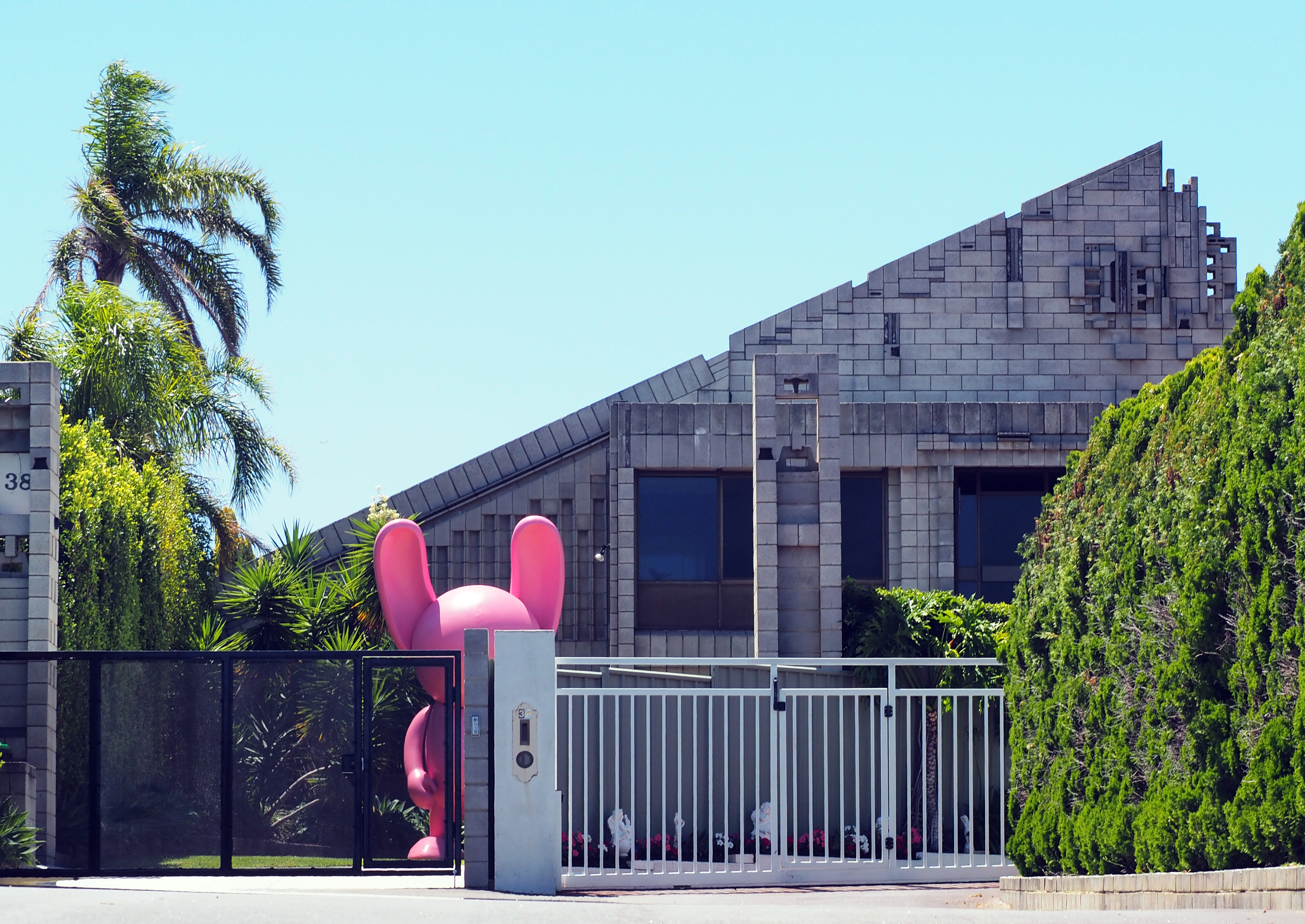
Марсала-хаус — жилой дом в пригороде Перта, построенный в 1976 году по проекту Иваноффа.

В начале своей карьеры в Австралии Иванофф специализировался в первую очередь на проектировании жилых домов, подобными проектами ему пришлось продолжить и первые 10 лет после создания собственной студии. В этот период Иванофф спроектировал такие дома как: Марсала-хаус и Паганин-хаус.
Помимо проектирования жилых домов, Иванофф стал создателем нескольких фасадов магазинов в центре Перта, а также двух построек в Нортаме — здания администрации и общественной библиотеки.